# Van (remorque)
Pour les articles homonymes, voir van.

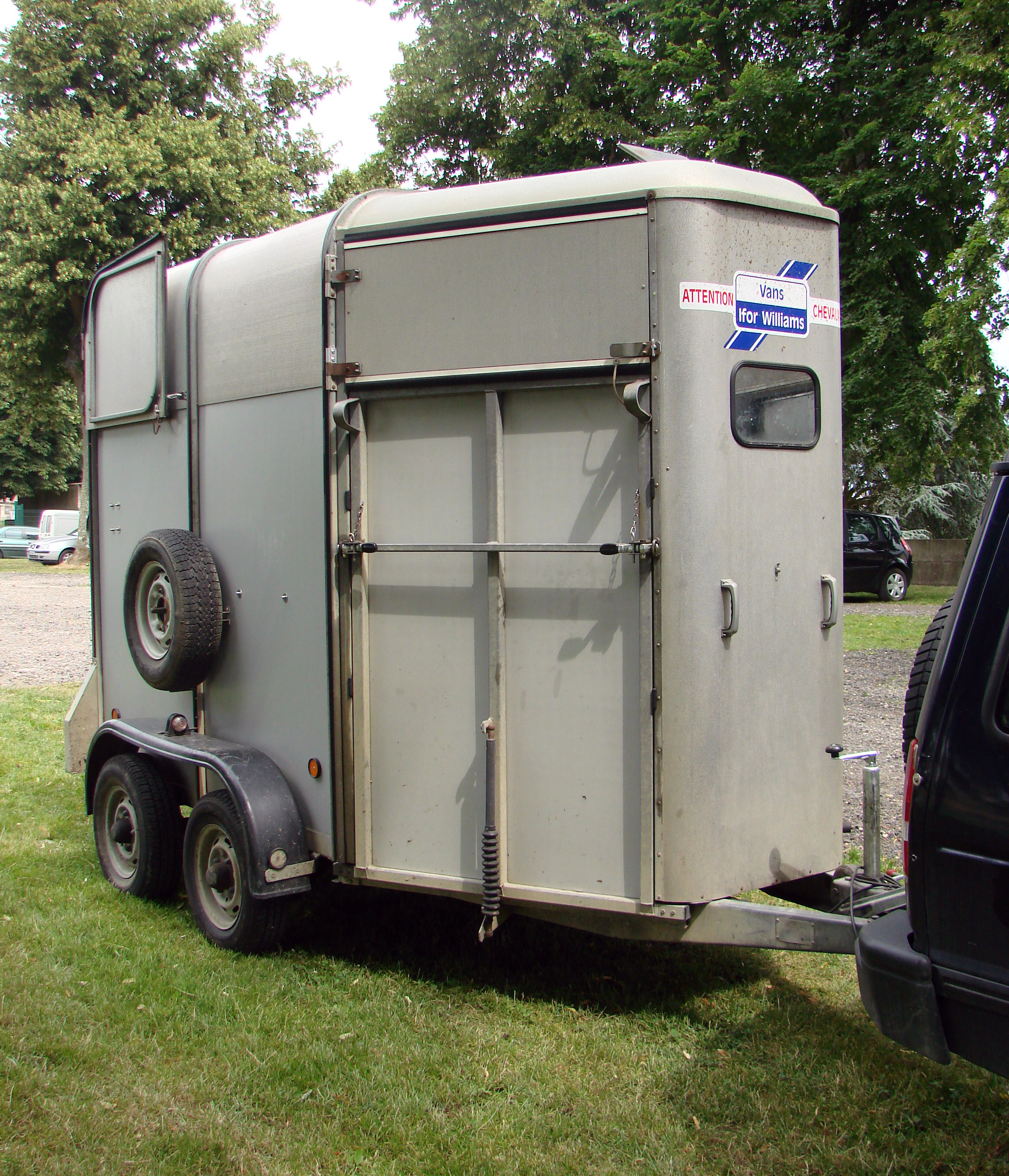
Un van classique

Un van est, dans le domaine de l'équitation, une remorque utilisée pour le transport des équidés sur les routes. Le van peut contenir généralement un ou deux, plus rarement trois animaux. Le poids important du van fait qu'un véhicule puissant est nécessaire pour le tracter, comme un 4x4. Les recherches suggèrent que les chevaux voyagent mieux dans le van s'ils sont placés la tête vers l'arrière, la position latérale étant la pire. Différentes vérifications doivent être effectuées sur le van avant départ, et un entretien régulier permet d’optimiser la durabilité de cet équipement.

## Histoire

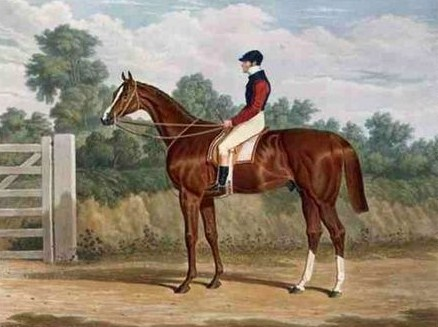
Elis, gagnant du St. Leger Stakes à Doncaster, 1836 par John Frederick Herring

### Terminologie
Le mot van est un mot créé en langue anglaise par contraction du mot anglais caravan signifiant caravane. La première occurrence avérée du mot van en langue anglaise se trouve au milieu du XIXe siècle signifiant un chariot couvert (le terme chariot se dit wagon en anglais) pour le transport de biens ; le plus ancien connu est en 1829. Le mot anglais caravan dans le même sens date des années 1670. Le terme anglais caravan signifie un chariot, par corruption ou extension du terme caravan issu de la langue française et signifiant initialement un convoi.
En langue anglaise, le mot van a également été utilisé dans d'autres contextes, comme dans the van of an army, en 1799.

### Premier van à chevaux
L'année d'utilisation du premier van pour transporter un cheval serait 1786. Le Prince Charles de nassau Siegen voulait offir au Prince de Kaunitz un cheval élevé dans un de ses haras en Ukraine Afin qu'il arrive en bon état à Vienne, il imagina de le faire arriver en voiture. "il fait fabriquer pour cela une sorte d'écurie roulante, suspendue sur des ressorts, qui, trainée par la poste, travers à petite journée les fondrières de la Pologne" (réf: Le pce de Nassau Siegen, par le Marquis d'Aragon Plon 1893. page 65 

« C'est à l'occasion du Saint-Léger gagné par Elis que l'on usa pour la première fois d'un van comme mode de locomotion pour les chevaux. Ce fut l'occasion d'un coup monstre. 
C'était avant l'invention des chemins de fer. Les chevaux allaient à pied de Newmarket ou d'ailleurs à Doncaster, par étapes. Six jours était le minimum de temps nécessaire. Or, on vit encore Elis trois jours avant la course à Danebury. On en conclut qu'il était un impossible partant et sa cote de favori monta à 100 /1. On l'embarqua dans une charrette ad hoc attelée de postillons qui fit le trajet en soixante-dix heures — et lord George Bentinck gagna une fortune. »

— Mémoires d'un entraîneur, Adolphe de Neuter[réf. nécessaire]

### Avant la motorisation
Le transport des chevaux de valeur s'est effectué sur rails. Toutefois, l'accident reste possible, un cheval étant mortellement blessé lors de son transport de Chartes à Paris vers 1851,.
En 1897, Henri Hawes invente un van qui permet à un cheval d'entrer et de sortir en marche avant comme l'illustrent les deux photographies en noir et blanc du sport universel illustré.

### Van automobile
En 1900 et 1901, la demande d'un van automobile existe, exprimée par le baron Zuylen, notamment par un concours de la SPA pour veiller à un legs par une dame,,,,,.
En novembre 1907, la Compagnie française de mécanique prévoit des avant trains Latil montés sur deux roues motrices et directrices qui doivent permettre en conservant la forme du véhicule. Un van automobile fonctionnant avec les avant trains Latil permet de basculer pour la montée des chevaux.
En décembre 1908, à Saint-Denis, un accident se produit entre un charretier et un van automobile.
Le 21 juin 1909, la circulation de 19 vans et d'un van automobile est interrompue par une grève des lads qui interrompt également le steeple-chase d'Auteuil. Les vans sont alors des sortes de panier à salade,.
En 1910, un van automobile n'arrive pas à livrer une jument de course de Chantilly à Auteuil.
En 1912, à Pierefite, rue de Paris, un van automobile blesse un voyageur.
En décembre 1918, la gazette Popular Science Monthly rapporte un inédit concept de transport de chevaux de courses dans des « Motor-Trucks » modifiés spécialement à cet effet.
Lors de la première guerre, des chevaux utilisés par l'infanterie en France furent blessés au cours de la guerre. Pour les sauver, un véhicule ambulance pour chevaux fut spécialement développé pour permettre aux chevaux de marcher vers, sur, et en dehors du camion ambulance.

## Modèles
Le van est en général moins sûr qu'un camion. Le van doit être d'une hauteur suffisante par rapport au cheval : le plafond doit arriver au moins 75 cm au-dessus de la hauteur du garrot. Du fait de son poids pouvant vite devenir important, il demande un véhicule puissant, tel qu'un 4x4. En Europe, le permis B suffit pour conduire un ensemble ne dépassant pas 3,5 tonnes.

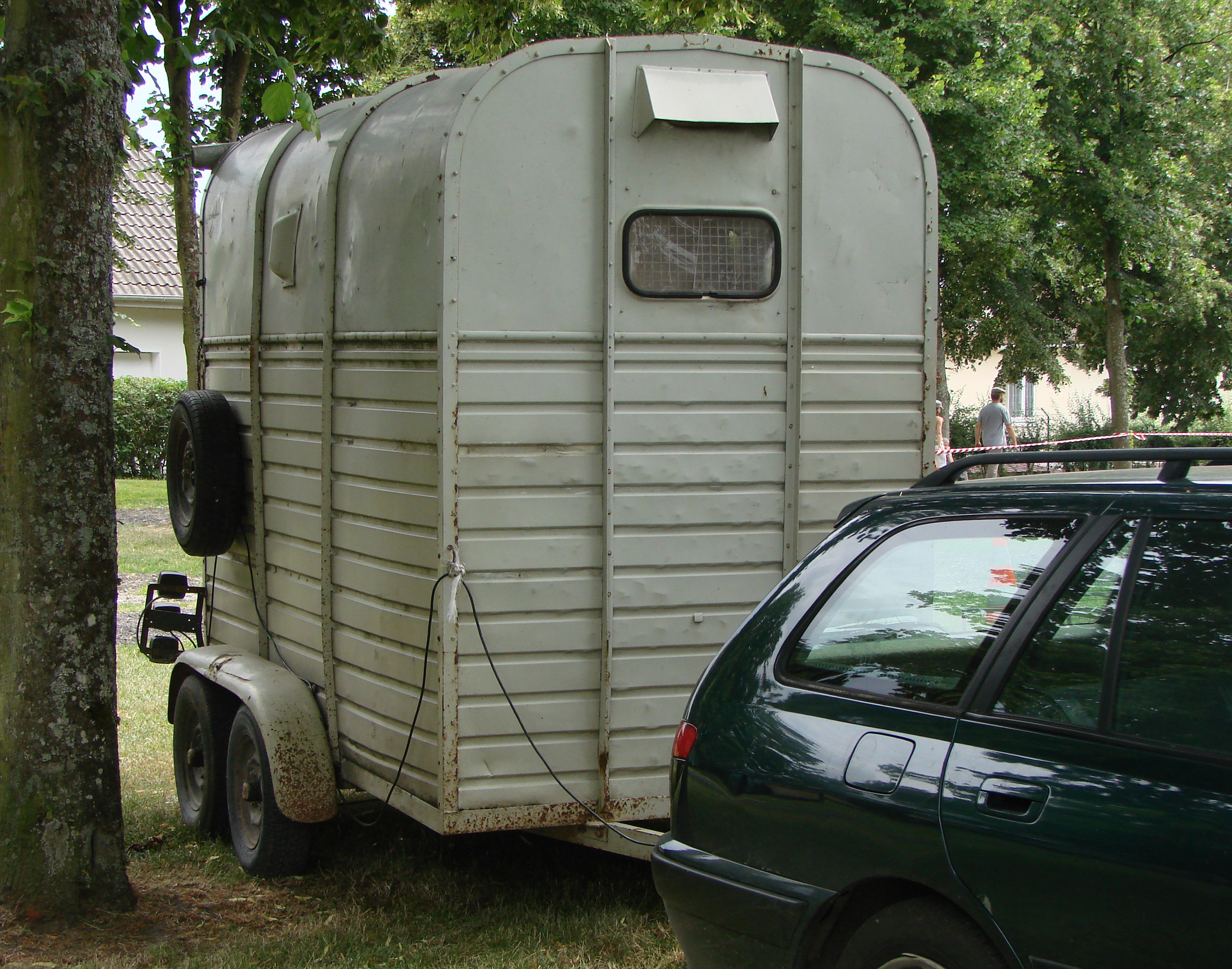
Modèle ancien en tôle (présence de rouille sur le bas de caisse), sans ouverture latérale
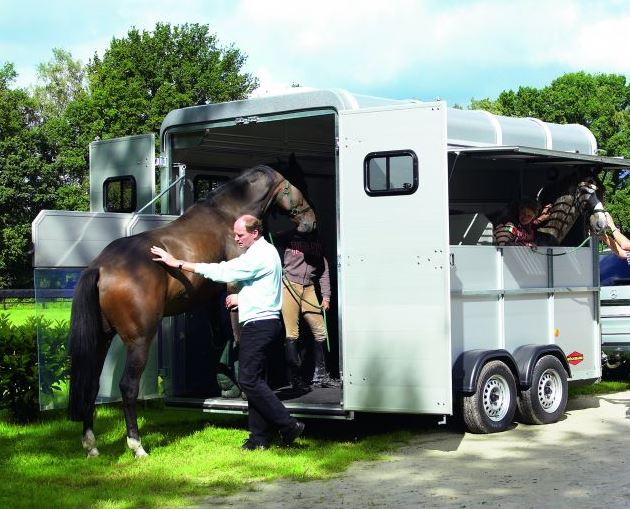
Modèle récent, avec ouverture latérale
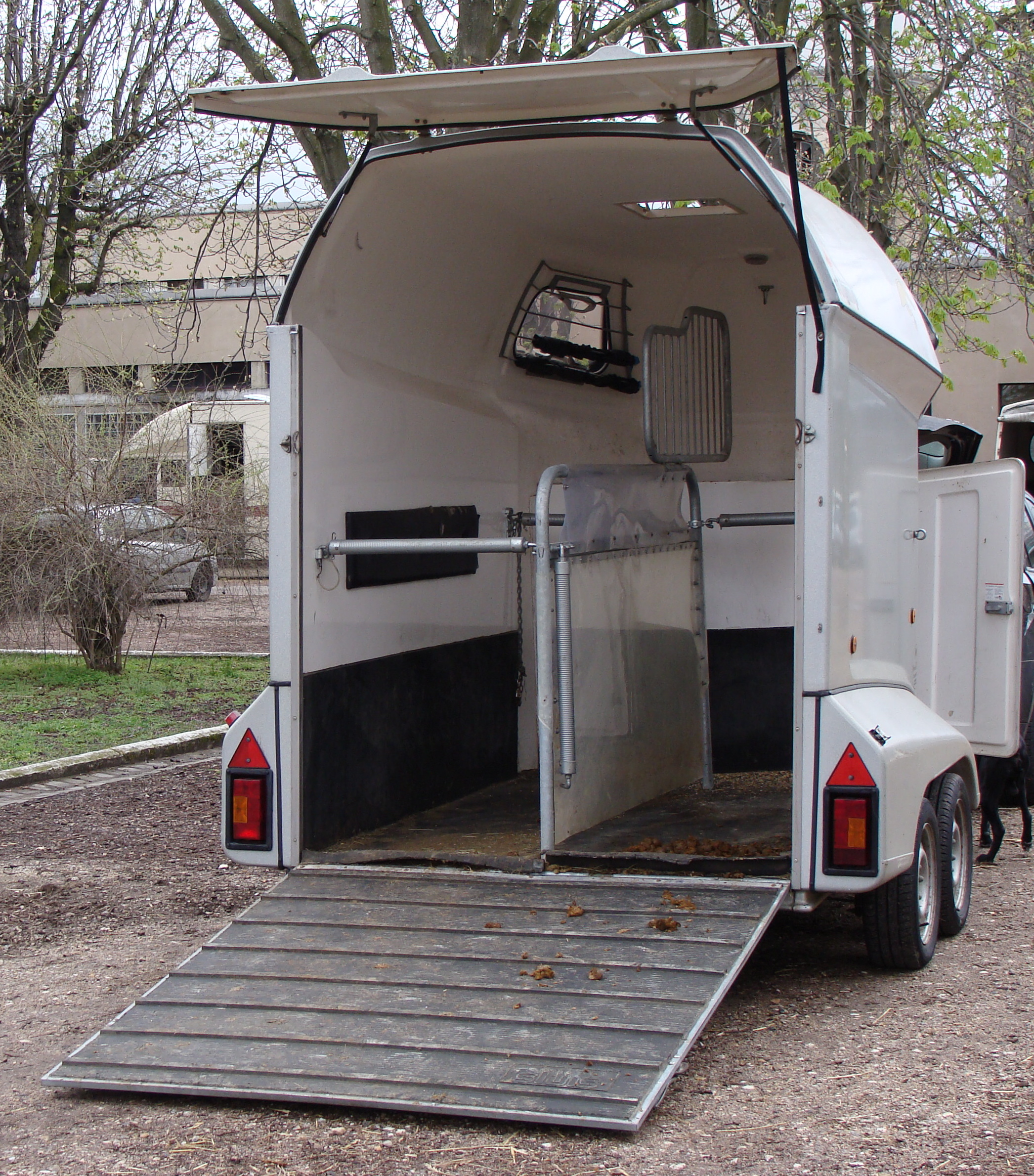
Modèle à deux places, avec séparation centrale
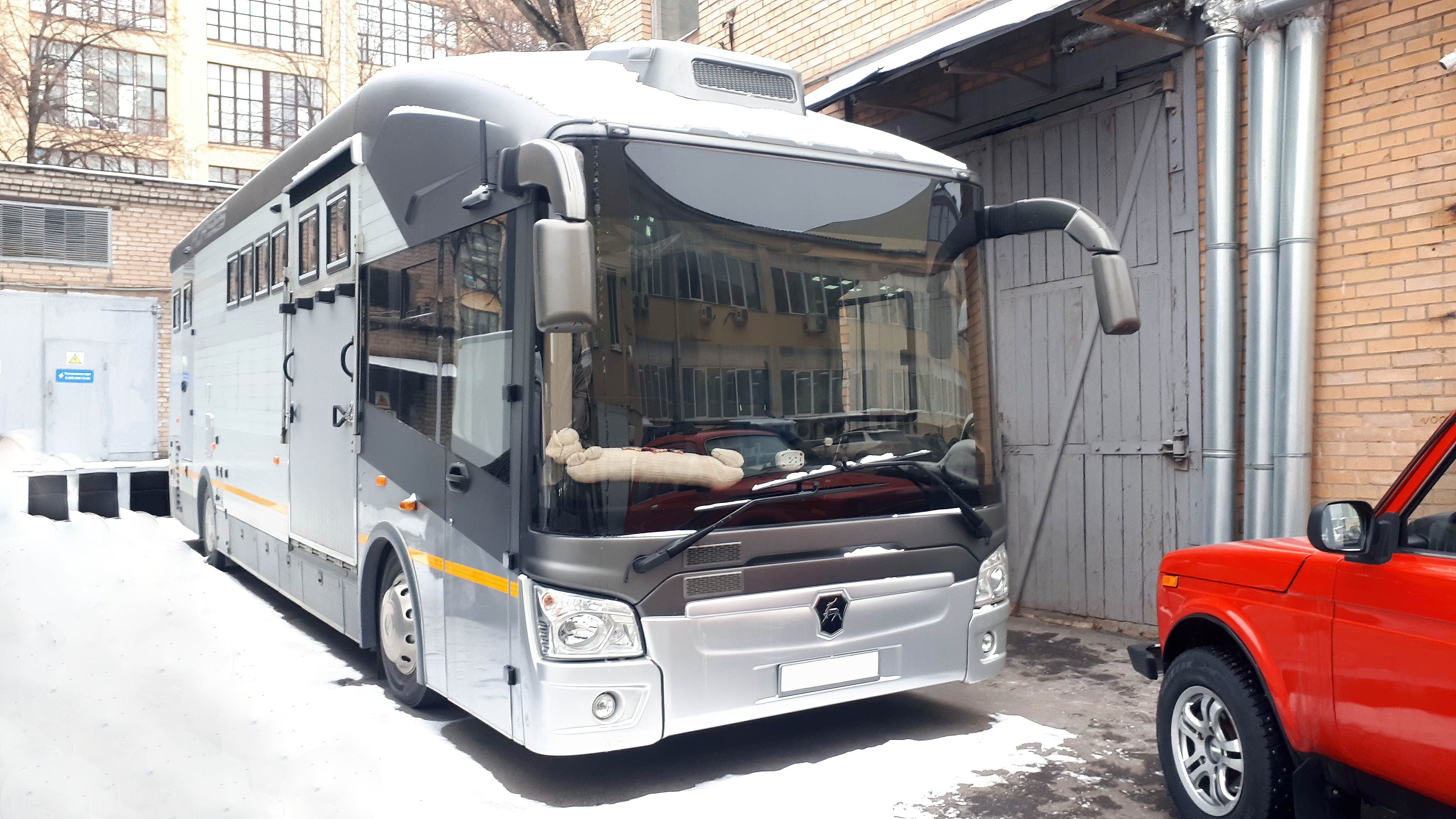
Un van basé sur le bus LiAZ en Russie.

En Europe, la plupart des vans commercialisés présentent un point d'accès unique à l'arrière ou sur le côté, quoique ceux qui ont une rampe d'accès arrière puissent avoir un second accès, plus petit, sur le côté. Les règles de protection animale dans l'Union européenne interdisent que les rampes d'accès aient une pente supérieure à 20°. Il est aussi demandé que le conducteur ou toute personne responsable du cheval puisse accéder à l'intérieur du van sans utiliser la rampe d'accès. Cette condition est généralement remplie par la présence d'une petite trappe ou petite porte (nommée groom's door au Royaume-Uni). D'autres petits vans n'ont pas de rampe, mais un plancher bas ou une structure démontable.

## Utilisation

### Placement des animaux
Dans un van, les chevaux sont généralement placés dans le sens de marche de la route, la tête dans la direction du véhicule qui tracte. La position avec la tête vers l'arrière, face à la route, est réputée plus sécurisante : les recherches scientifiques réalisées à ce sujet suggèrent que le cheval est moins stressé et fatigué s'il voyage la tête vers l'arrière. La position latérale est la pire, se révélant plus fatigante et stressante que la position tête vers l'avant.

### Vérifications avant le départ
Des précautions de sécurité sont à prendre avant chaque départ. Il convient de vérifier l'état de l'attelage, le serrage des boulons sur le pont d'embarquement (qui se desserrent régulièrement à cause des coups donnés par l'animal et des secousses sur la route), l'usure des pneus, l'état des freins, et le bon fonctionnement des connexions électriques. À l'intérieur, le van doit être débarrassé de tout élément qui pourrait blesser l'animal, et le plancher recouvert d'une litière. Il faut aussi vérifier la ventilation, en particulier pour l'ouvrir du côté opposé au pot d'échappement du véhicule qui tracte. Il est possible de mettre un filet à foin à l'intérieur, pour occuper le cheval pendant son transport.

## Entretien à long terme

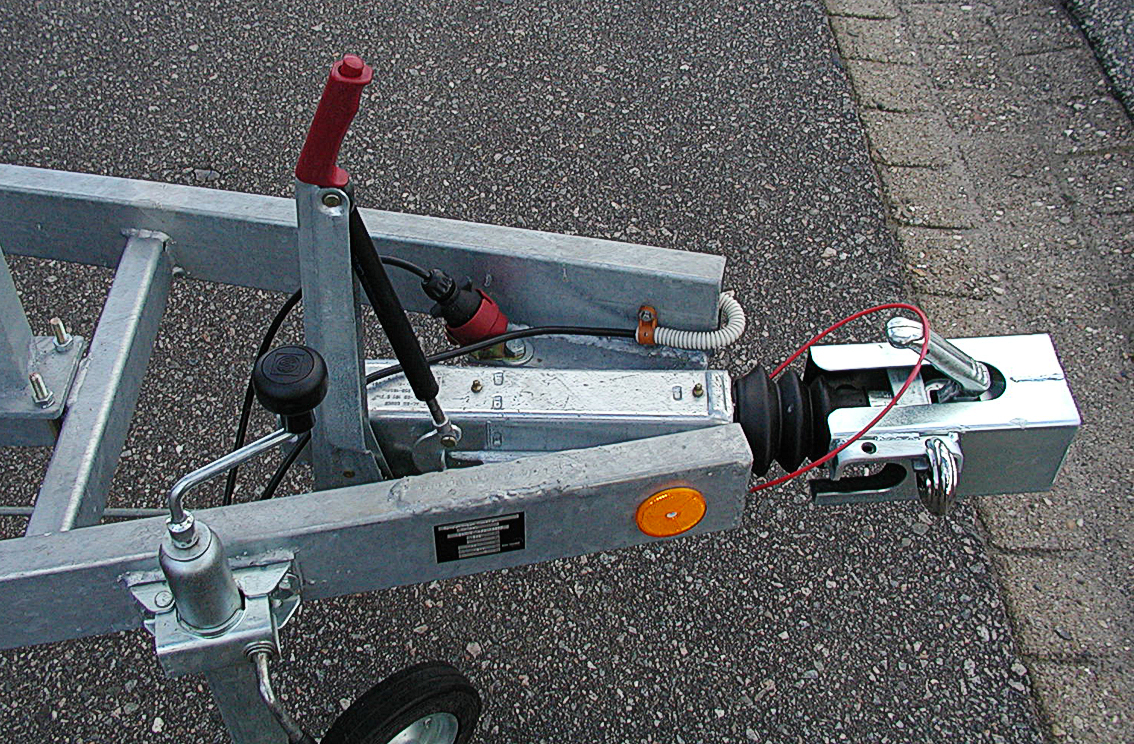
Système d'attelage d'un van

Le van s'abîme au fil du temps en raison d'une multitude de facteurs (coups donnés par les chevaux, usure due à la route)... Le plancher est notamment un élément soumis à une pression d'usure importante, tout particulièrement s'il est en bois, tant à cause du crottin et de l'urine (acide) du cheval qui s'y dépose, que de la boue et de l'humidité sur la route, qui l'attaque par le dessous. Une trop grande usure du plancher peut provoquer un accident grave, si le cheval tape et le défonce du pied. Pour prévenir l'usure du plancher, il convient de rincer et de sécher l'intérieur après chaque transport, et de nettoyer le bas de caisse des éléments qui s'y sont déposés au fil de la route. il est également possible de refaire le plancher.